# 실성 마립간
실성마립간(實聖麻立干, ? ~ 417년 음력 5월, 재위 402년 음력 2월 ~ 417년 음력 5월)은 신라의 제18대 임금이며 김알지의 후손으로 이찬 대서지(大西知)와 이리부인 석씨(伊利夫人 昔氏)의 아들이다. 다른 이름은 실주왕(實主王), 보주(寶主), 보금(寶金)이다.

## 생애
아버지 김대서지는 김말구의 아들이라 하나 시기적으로 많이 차이가 나서 다소 불명확하며, 일연의 삼국유사에는 미추 이사금의 동생이라 한다. 삼국사기의 설을 따르면 그는 김말구의 아들이고, 구도(仇道)갈문왕의 손자가 된다. 그러나 삼국유사에는 아버지 대서지는 미추 이사금의 동생으로 전한다. 그의 출생지에 대한 기록은 미상이었으나, 포항 냉수리 신라비에서 그를 탁부 사부지왕(喙部 斯夫智王)이라 칭한 대목이 발견되어 그가 신라의 수도인 금성의 탁부에서 태어난 것이 확인되었다.
삼국사기에 의하면 실성은 키가 7척 5촌이 되었고 사람됨이 똑똑하고 빼어나서 미래를 볼 줄 알았다고 한다.
부인은 미추 이사금의 딸 아루부인 김씨이다.
내물 이사금이 죽고 그의 아들이 아직 어려 실성이 대신 왕으로 옹립되었다.
원년인 402년 음력 3월 왜와 우호를 맺고 미사흔(未斯欣)을 볼모로 보냈다. 403년 음력 7월 백제가 침입했으나 기록이 자세하지 않다. 405년 음력 4월 왜가 침입해 명활성을 공격했으나 깨트리지 못했고, 이사금이 기병을 거느리고 퇴로를 막아 3백여 명의 왜군을 죽이거나 사로잡았다. 왜는 407년 음력 3월과 6월에 동쪽과 남쪽으로 다시 침입하여 노략질을 해 일백여 주민들이 피해를 입었다.
408년 음력 2월 왜인들이 대마도에 군영을 설치한다는 말을 듣고 실성 마립간은 선공할 계획을 세웠으나, 서불한 미사품이 " '무기란 흉하며, 싸움이란 위험하다'란 말이 있습니다. 하물며 큰 바다를 건너 타국을 치다가 실패한다면 후회해도 소용이 없습니다. 그보다 험한 곳에 의지해 관문을 설치해 두었다가 그들이 오면 막아 우리를 어지럽히지 못하게 하고, 유리할 때 나가 사로잡는 것이 좋을 것입니다. 이것이 곧 남을 이용하며 이용당하지 않는 계략으로, 대책 가운데 으뜸일 것입니다." 라고 조언하여 실성 마립간이 그의 말을 좇았다. 이가 곧 신라의 대왜 방위전력이 되었다.
412년 실성 마립간은 내물 마립간의 아들 복호를 고구려에 볼모로 보냈고, 415년 음력 8월 왜인들과 풍도(風島)에서 싸워 이겼다.
실성마립간은 복호에 이어 내물 마립간의 또 다른 아들 눌지까지 고구려에 볼모로 보내려다 오히려 고구려의 지원을 받은 눌지가 반기를 들어, 결국 눌지에게 처형되고, 눌지가 그의 뒤를 이어 왕위에 오름으로써 김씨의 왕위 계승이 이어지게 되었다.

## 가계
왕비인 아류부인 김씨는 미추 이사금의 딸이라 한다.
- 아버지 : 이찬 김대서지(金大西知)
- 어머니 : 이리부인 석씨(伊利夫人 昔氏) - 석이매의 딸
  - 왕후 : 아류부인 김씨(阿留夫人 金氏)
    - 딸 : 아로부인 김씨(阿老夫人 金氏) - 눌지 마립간(訥祗麻立干)의 왕비
    - 딸 : 치술공주(鵄述公主) - 박제상(朴提上)의 부인

## 실성 마립간이 등장하는 작품
- 《근초고왕》(KBS, 2010년~2011년, 배우:김하균)
- 《광개토태왕》(KBS, 2011년~2012년, 배우:조재완)

## 같이 보기
- 고구려
  - 광개토대왕 (391년 - 412년)
  - 장수왕 (412년 - 491년)
- 백제
  - 아신왕 (392년 - 405년)
  - 전지왕 (405년 - 420년)